# Królewskie Duńskie Siły Powietrzne
Królewskie Duńskie Siły Powietrzne (Flyvevåbnet) (RDAF) – wojska lotnicze Królestwa Danii, od 2003 jedyna latająca formacja tamtejszych Sił Zbrojnych i jedne z mniejszych sił lotniczych w NATO, liczące 3700 ludzi i 94 statki powietrzne.
RDAF założono dopiero w 1950, powstała na bazie korpusów powietrznych Marynarki Wojennej (Marinens Flyvevæsen, założony w 1911) i Wojsk Lądowych (Hærens Flyvertropper, 1912), jej pierwszymi samolotami bojowymi było 41 Supermarine Spitfire. W 2003 do Sił Powietrznych wcielono wszystkie śmigłowce wykorzystywane wcześniej przez wojska lądowe i morskie. W grudniu 2012 Dania zakupiła dziewięć śmigłowców morskich MH-60R Seahawk (Romeo) dla zastąpienia śmigłowców Super Lynx, ich dostawy rozpoczęto w 2016 roku.
W 2002 roku Duńczycy dołączyli do programu budowy myśliwca 5-generacji Lockheed Martin F-35 Lightning II z zamiarem zakupu 48 samolotów. Problemy rozwojowe i wysoki koszt jaki przez dekadę towarzyszyły F-35, ale także dobry stan posiadanych F-16 sprawiły, że nowy samolot bojowy został wybrany w otwartym konkursie. W marcu 2013 Dania zaprosiła do składania ofert na nowe samoloty producentów Boeing F/A-18E/F Super Hornet, Lockheed Martin F-35, Saab JAS 39 Gripen i Eurofighter Typhoon, zakup miał dotyczył 30 samolotów. W maju 2016 duński rząd zarekomendował zakup 27 sztuk F-35A.

## Operacje zagraniczne
- Od 1960 do 1964 śmigłowce Sikorsky S-55 latały dla operacji ONZ (UNOC) w czasie kryzysu kongijskiego.
- W 1999 9 stacjonujących we Włoszech F-16 wykonywały misje bojowe nad Kosowem w czasie operacji Allied Force.
- W 2002 i 2003 6 F-16 wylatało 743 misje bojowe przeciwko Talibom w Afganistanie w ramach operacji Enduring Freedom.
- W 2004, 2009, 2011, 2013 i 2014 roku 4 F-16AM patrolowały przestrzeń powietrzną Państw Bałtyckich w ramach misji Baltic Air Policing.
- 4 śmigłowce AS550C2 Fennec w 2008 skierowano do wsparcia swoich wojsk w Afganistanie w ramach misji ISAF.
- W 2009, 2010 i 2015 roku 4 F-16 patrolowały przestrzeń powietrzną Islandii w ramach Icelandic Air Policing.
- W 2011 roku 6 F-16 wspierało operację NATO nad Libią stacjonując we włoskiej bazie.
- W latach 2014–2015 7 F-16 przeprowadzało naloty na ISIS na terenie Iraku z bazy w Kuwejcie[4].
- W 2016 roku 7 F-16 (w tym 3 rezerwowe) przeprowadzało naloty na ISIS na terenie Syrii z bazy w Turcji[5][6].

## Organizacja
Wszystkie statki powietrzne są oznaczane przy pomocy kombinacji litery znaku taktycznego eskadry i trzech ostatnich cyfr numeru seryjnego.
- Skrzydło transportowe Aalborg w bazie Aalborg.
  - Eskadrille 721
    - 4 Lockheed C-130J-30 Hercules znak taktyczny B
    - 3 Canadair CL-604 Challenger znak taktyczny C

- Skrzydło Myśliwskie Skrydstrup w bazie Skrydstrup.
  - Eskadrille 727 i Eskadrille 730:
    - Każda z eskadr po 15 General Dynamics F-16AM i F-16BM znaki taktyczne E i ET

- Skrzydło śmigłowcowe Karup w bazie Karup.
  - Eskadrille 722 (Search and Rescue)
    - 14 AgustaWestland AW101 znak taktyczny M

  - Eskadrille 723 (eskadra morska)
    - 8 Westland Lynx 90 znak taktyczny S

  - Eskadrille 724
    - 8 Eurocopter AS550C2 Fennec znak taktyczny P

- Flyveskolen (Szkoła lotnicza) w bazie Karup
  - 27 SAAB-MFI T-17 znak taktyczny T
- Skrzydło Kontroli Powietrznej
  - Centrum Kontroli i Meldowania (CRC Karup) w bazie Karup
  - Mobilne Centrum Kontroli Powietrznej (MACC) w bazie Karup

- Bojowe Skrzydła Wsparcia
  - Eskadrille  615 (komunikacja)
  - Eskadrille  660 (zabezpieczenia)
  - Eskadrille  680 (wsparcia)
  - Eskadrille  690 (medyczna)
  - Eskadrille  691 (medyczna)

## Wyposażenie
| Zdjęcie                     | Samolot                               | Producent                  | Typ                                       | Wersja               | Liczba sztuk         | Uwagi |
| Samoloty myśliwiskie        | Samoloty myśliwiskie                  | Samoloty myśliwiskie       | Samoloty myśliwiskie                      | Samoloty myśliwiskie | Samoloty myśliwiskie | Samoloty myśliwiskie |
| --------------------------- | ------------------------------------- | -------------------------- | ----------------------------------------- | -------------------- | -------------------- | --- |
|                             | General Dynamics F-16 Fighting Falcon | Stany Zjednoczone · Belgia | Myśliwiec wielozadaniowy                  | F-16AM F-16BM        | 33                   | Pierwotnie 58 zmontowanych przez SABCA i 19 z nadwyżek USAF-u, 15 w rezerwie.                                            |
|                             | Lockheed Martin F-35 Lightning II     | Stany Zjednoczone          | myśliwiec wielozadaniowy                  | F-35A                | 6                    | Dotychczas korporacja Lockheed Martin dostarczyła Duńczykom sześć egzemplarzy F-35A Lightning II spośród 27 zamówionych. |
| Specjalnego przeznaczenia   |                                       |                            |                                           |                      |                      | |
|                             | Canadair CL-604 Challenger            | Kanada                     | przewóz osobistości                       | CL-604               | 3                    | |
| Samoloty transportowe       |                                       |                            |                                           |                      |                      | |
|                             | Lockheed C-130 Hercules               | Stany Zjednoczone          | Średni/Taktyczny transportowiec           | C-130J-30            | 4                    | |
| Samoloty szkolno-treningowe |                                       |                            |                                           |                      |                      | |
|                             | General Dynamics F-16 Fighting Falcon | Stany Zjednoczone · Belgia | Szkolenie zaawansowane                    | F-16B                | 10                   | |
|                             | Saab MFI-17 Supporter                 | Szwecja                    | treningowy/łącznikowy                     | MFI-17               | 27                   | |
| Śmigłowce                   |                                       |                            |                                           |                      |                      | |
|                             | Eurocopter Écureuil                   | Francja                    | Śmigłowiec rozpoznawczy                   | AS550C2 Fennec       | 11                   | Dawniej w Wojskach Lądowych.                                                                                             |
|                             | Sikorsky SH-60 Seahawk                | Stany Zjednoczone          | Śmigłowiec morski                         | MH-60R               | 9                    | W 2012 zamówiono 9, w 2016 dostarczono 3.                                                                                |
|                             | AgustaWestland AW101                  | Wielka Brytania · Włochy   | Śmigłowiec transportowy Search and Rescue | MH-60R               | 14                   | |

### Wycofane

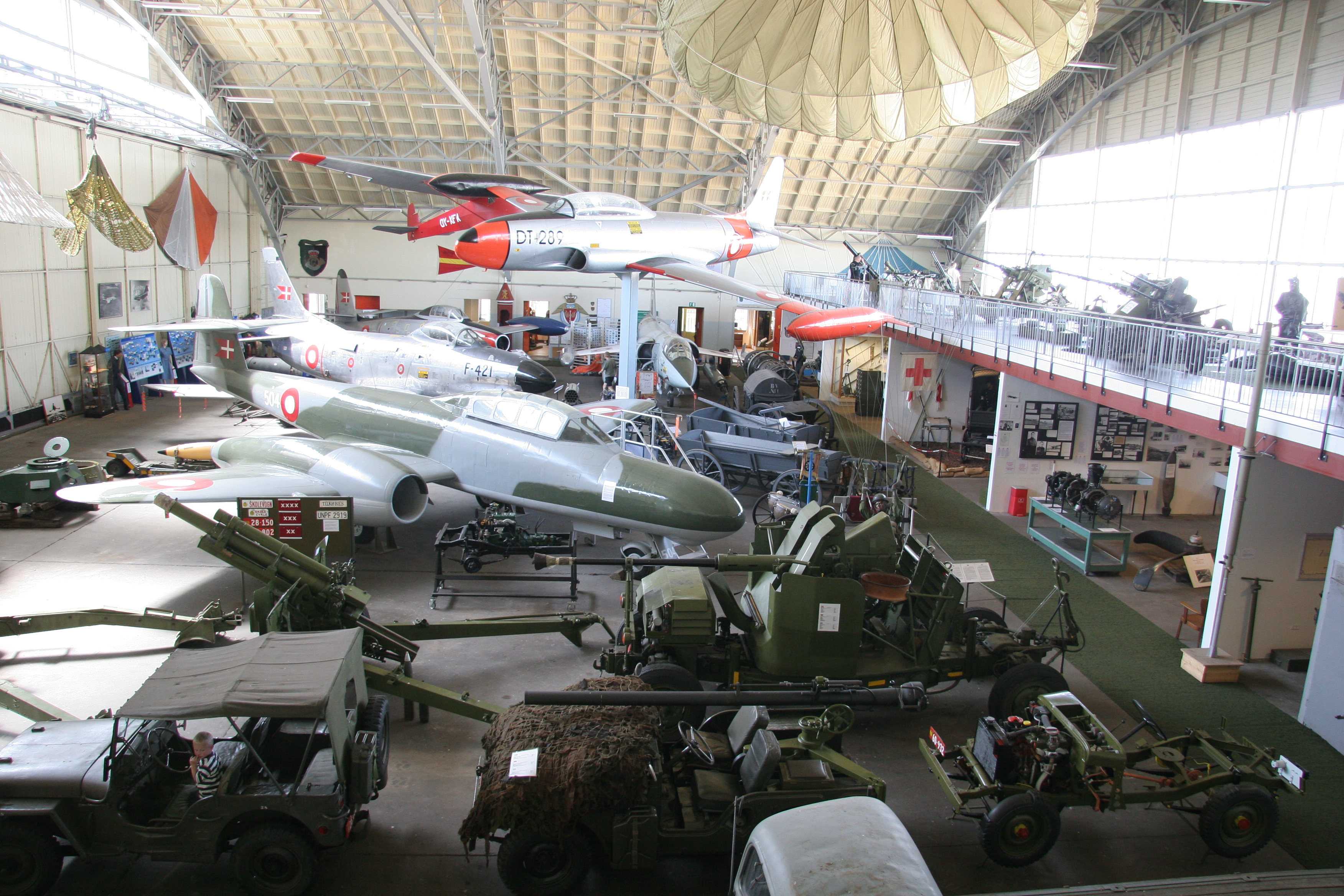
Muzeum Aalborg
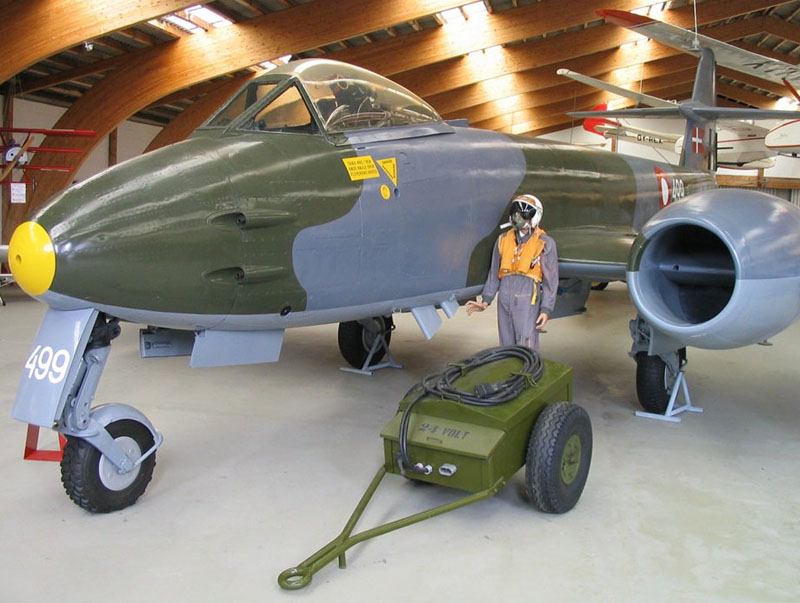
Gloster Meteor F.4
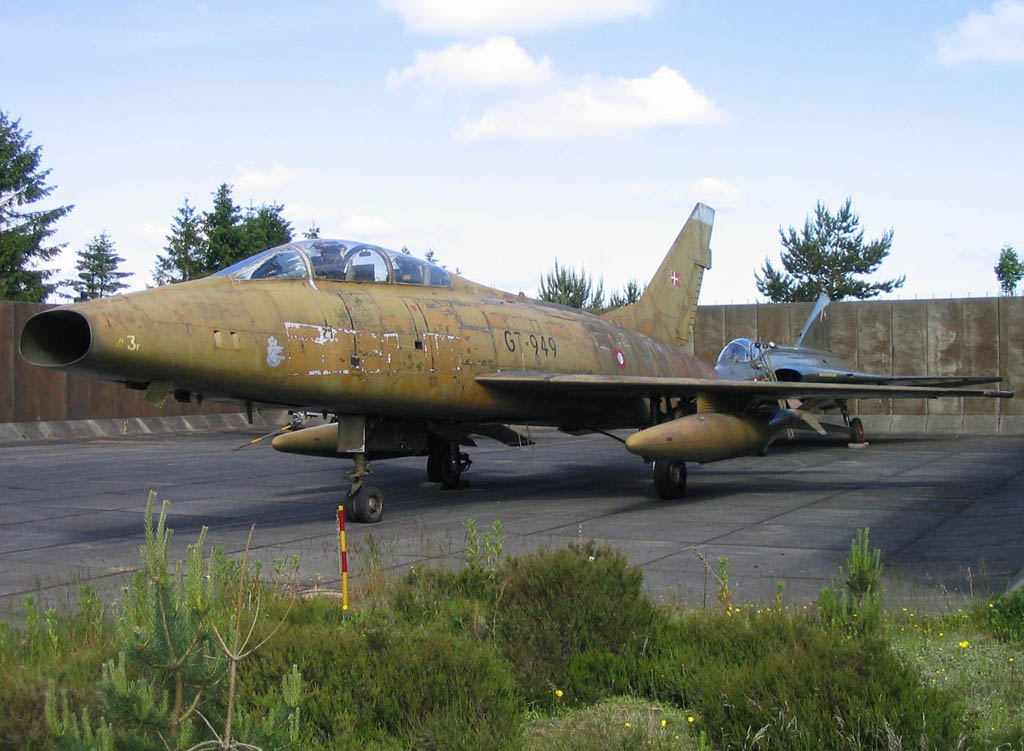
F-100F Super Sabre
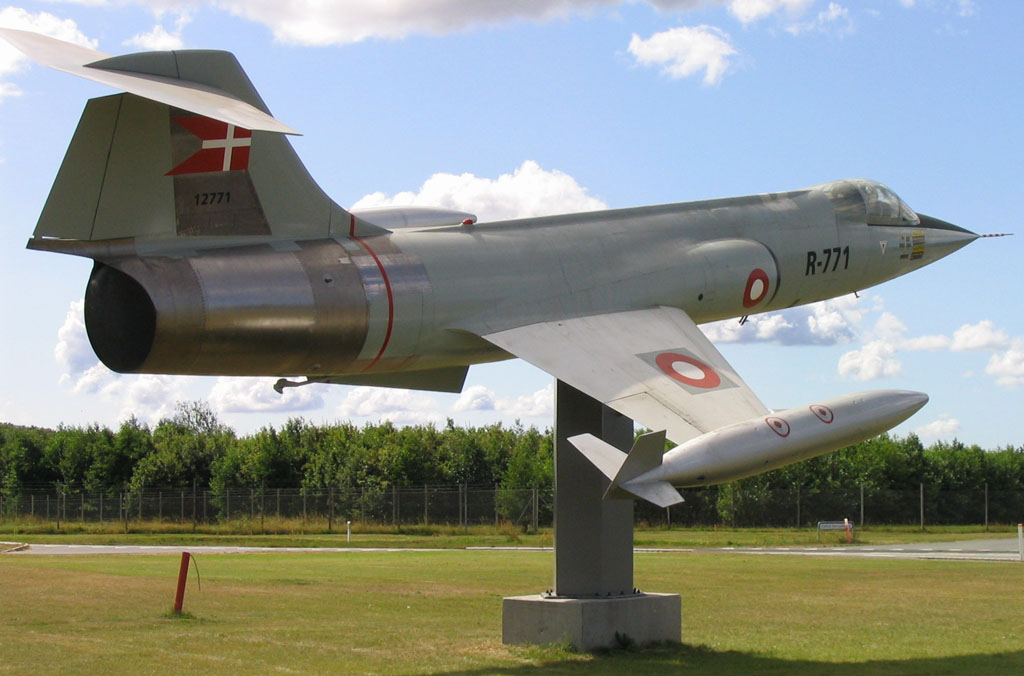
F-104G Starfighter
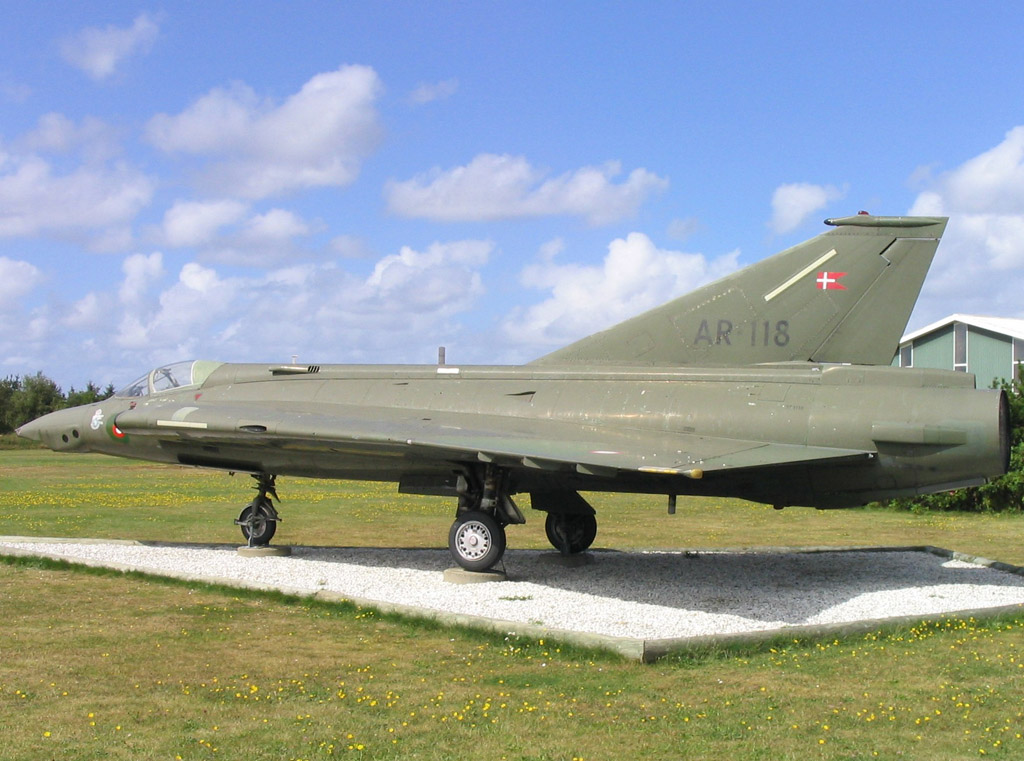
Saab J35XD Draken
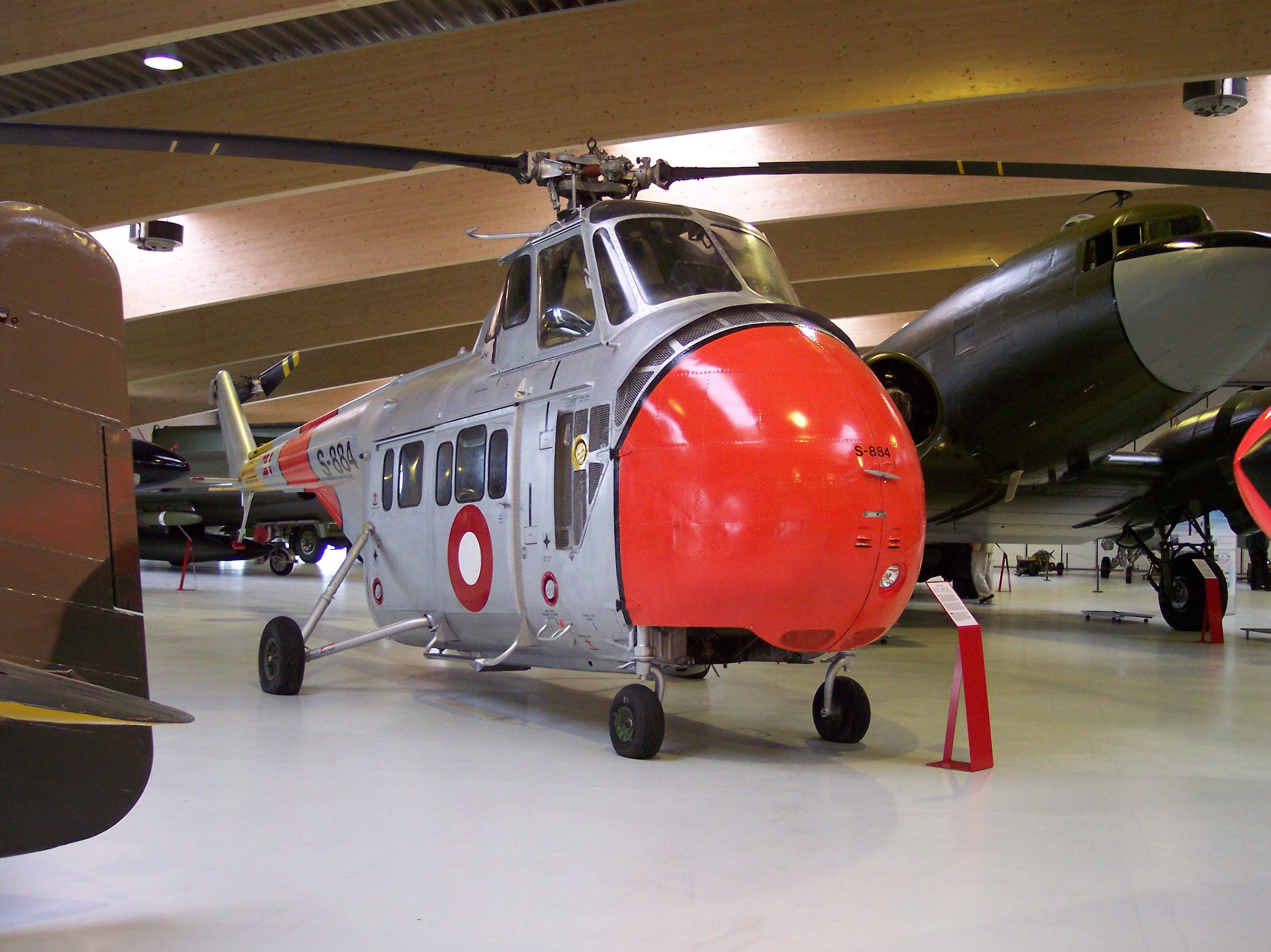
Sikorsky S-55C
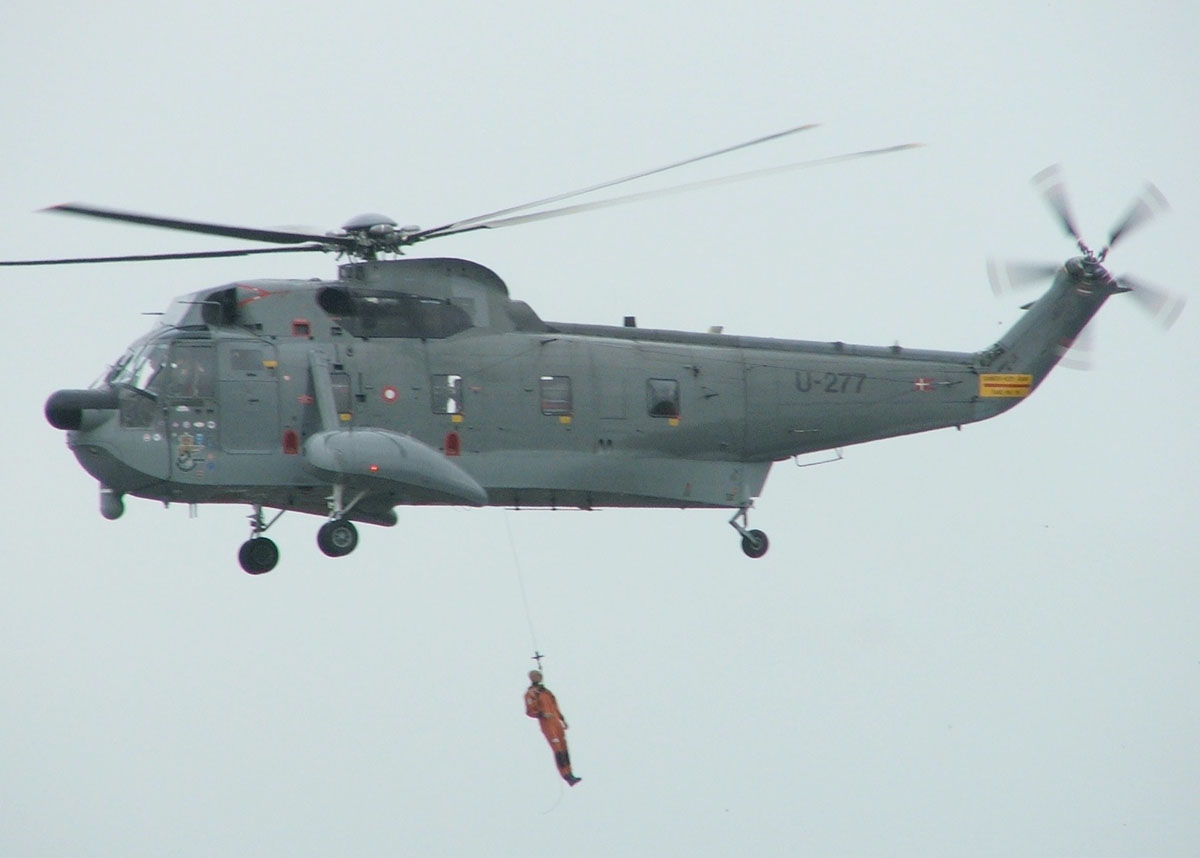
Sikorsky S-61A Sea King

 Samoloty bojowe
- Supermarine Spitfire — 37× H.F.Mk.IXE, 3× P.R.Mk.XI 1947-1956.
- Gloster Meteor — 20× F.4/F.8, 20× NF.11, 6× T.7 1949-1962.
- Republic F-84 Thunderjet — 238× F-84G, 6× F-84E 1951-1961.
- Hawker Hunter — 30× F.51, 4× T.7 1956-1974.
- Republic RF-84F Thunderflash — 23× RF-84F 1957-1971.
- North American F-86 Sabre — 59× F-86D 1958-1966.
- North American F-100 Super Sabre — 48× F-100D, 24× F-100F 1959-1982.
- Lockheed F-104 Starfighter — 25× F-104G, 4× TF-104G, 15× CF-104C, 7× CF-104D  1964-1986.
- Saab J35 Draken — 20× F-35XD, 20× RF-35XD, 11× TF-35XD 1970-1992.
- General Dynamics F-16 Fighting Falcon — 60× F-16A, 17× F-16B Block 1/5/10/15 1980- .

Transportowe/użytkowe
- Percival Proctor — 6× P.44 Mk.III 1945-1951.
- Boeing B-17 Flying Fortress — 1× 1948-1955.
- Douglas C-47 Skytrain — 8× 1953-1982.
- Percival Pembroke — 6× C-52 1956-1960.
- Douglas C-54 Skymaster — 6× C-54D 1959-1977.
- Lockheed C-130 Hercules — 3× C-130H 1975-2004.
- Gulfstream III — 3× C-20 1982-2004.

Łodzie latające
- Supermarine Sea Otter — 7× 1946-1952.
- Consolidated PBY Catalina — 8× PBY-5A 1947-1958.

Treningowe
- Airspeed Oxford — 48× 1946-1955.
- North American T-6 Texan — 39× Harvard II 1946-1956.
- SAI (Skandinavisk Aero Industri) KZ VII — 10× 1948-1977.
- de Havilland Canada DHC-1 Chipmunk — 27× 1950-1976.
- Fairey Firefly — 6× T.Mk 1 1951-1959.
- SAI KZ X — 12× Mk.2 1952-1959.
- Lockheed T-33 Shooting Star — 26× T-33A 1953-1977.
- Piper Cub— 16× 1957-1977.

Śmigłowce
- Bell 47 — 3× B-47D 1952-1958.
- Sikorsky H-19 Chickasaw — 7× S-55C 1957-1966.
- Bell 47 — 3× AB-47G 1958-1966.
- Aérospatiale Alouette III — 8× 1961-1977 (MW).
- Sikorsky SH-3 Sea King — 9× S-61A 1965-2010.
- Hughes OH-6 Cayuse — 15× H-500M 1971-2005.

BSL
- SAGEM Sperwer — 11× SA-316B 2002-2005.